# Красимир Янков
Красимир Христов Янков е български политик, народен представител от 8-и Добрички многомандатен избирателен район от парламентарната група на БСП в XLIV НС. След отцепването си от БСП създава партията „Българска прогресивна линия“.

## Биография
Роден е в Стара Загора на 11 декември 1974 година.
Завършил Икономически университет – Варна със специалност „Счетоводство и контрол“ и Стопанска академия „Димитър А. Ценов“, Свищов, със специалност „Финанси“.
Началник на политическия кабинет в Министерството на икономиката и енергетиката, председател на Съвета на директорите на Международен панаир Пловдив и на АЕЦ „Козлодуй“.
Член е на БСП от 2002 година.

## Заемани длъжности в БСП
- Председател на Областния съвет на БСП в област Варна (2011 – 2013)
- Секретар по организационната дейност на националния съвет на БСП (2012 – 2014)
- Член на НС (от 2012 г.)

## Политическа кариера
Депутат в XLII, XLIII и XLIV НС като представител от парламентартата група на БСП.